# Frances Simpson
Pour les articles homonymes, voir Simpson.
Elizabeth Frances Ann Simpson est écrivaine, journaliste, juge lors d'exposition félines et ayant pratiqué l'élevage félin, née en 1857. Elle est décédée le 19 janvier 1926, âgée de 68 ans. Simpson est célèbre pour avoir été un fervent défenseur des persans bleus qu'elle a mis en valeur, notamment en exposant son couple au Crystal Palace, et pour avoir écrit « The Book of the Cat ».
Elle a écrit de nombreux livres et articles sur les chats souvent utilisés pour retracer l'histoire féline et, en tant qu'historienne, elle est d'autant citée qu'elle a pu voir les premières expositions félines au Crystal Palace et était dans le monde de l'élevage des chats à son apogée. Frances était également une directrice de spectacles, un juge respecté et un mentor pour les nouveaux juges. Ses livres sur l'élevage de chats contiennent d'ailleurs une multitude de conseils sur l'élevage, le jugement et l'organisation du spectacle, ainsi que des avertissements fréquents aux exposants qui ont envoyé des chats dans des conteneurs inadaptés. Elle a siégé à plusieurs comités de club. Elle était une écrivaine prolifique et avait une chronique de conseils dans le magazine hebdomadaire « Fur and Feather ». Elle faisait des copies de pedigrees pour d'autres éleveurs, correspondait avec des amateurs de chats en Grande-Bretagne et en Amérique du Nord. Elle a également exporté des persans et a encouragé d'autres éleveurs à faire de même, vers l'Amérique où l'élevage féline en était à ses balbutiements et où les reproducteurs de qualité commandaient des sommes considérables. Elle a été secrétaire honoraire de la plupart des premiers clubs, dont la « Blue Persian Society » et le « National Cat Club ».

## Biographie
Frances était le troisième des six enfants du révérend Robert James Simpson et de sa femme Mary Elizabeth, entre 1853 et 1870. Les registres du recensement la montrent comme étant née à Haughton le Skerne, dans le comté de Durham, en Angleterre, vers 1857. Elle a été précédée par son frère Robert Arthur, en 1853 et son frère Harry W, en 1857, et suivie de John Percy en 1861 et des sœurs cadettes Grace Helen Mary et Edith nées respectivement en 1868 et 1870. Son père a été répertorié comme « curé » de Haughton le Skerne lors du recensement de 1861.
En 1871, alors qu'elle avait 14 ans, il est fort probable qu'elle résidait déjà avec sa famille à Londres car nous savons d'après ses propres écrits qu'elle a assisté au premier et au plus célèbre Crystal Palace Cat Show, qui s'est tenu à Sydenham, à Londres, en juillet 1871, organisée et jugée par Harrison Weir, alors âgé de 47 ans.
Frances semble avoir été subventionnée principalement à travers ses écrits, y compris grâce à des articles et des commentaires dans « Fur and Feather » et plus tard dans « Our Cats », mais aussi pour d'autres éditeurs, se présentant sans aucun doute comme une experte montante des félins domestiques et de leurs nombreuses variétés. En tant que jeune juge active sur la scène des chats et des expositions félines, cela a contribué à lui donner du crédit. À cette époque, elle avait derrière elle un certain nombre de publications à succès, dont une avait été réimprimée, et produisait régulièrement des discours spécialisés sur les variétés de races pour des périodiques, comme « Every woman's encyclopaedia », dans lequel elle a écrit sur le manx, le persan, etc. Il est possible qu'elle aie également écrit pendant un certain nombre d'années sous des pseudonymes.